# Campeonato Europeu de Esportes Aquáticos de 1958
O Campeonato Europeu de Esportes Aquáticos de 1958 foi a 9ª edição do evento organizado pela Liga Europeia de Natação (LEN). A competição foi realizada entre os dias 31 de agosto e 6 de setembro de 1958, em Budapeste na Hungria. Na natação, foram introduzidos os revezamentos medley 4 × 100 m para homens e mulheres.

## Medalhistas

### Natação
Masculino
| Evento          | Ouro                                                                                        | Ouro    | Prata                                                                        | Prata   | Bronze                                                                        | Bronze  |
| 100 m Livre     | Paolo Pucci · Itália                                                                        | 56.3    | Viktor Polevoy · União Soviética                                             | 56.9    | Gyula Dobai · Hungria                                                         | 57.5    |
| 400 m Livre     | Ian Black · Reino Unido                                                                     | 4:31.3  | Boris Nikitin · União Soviética                                              | 4:36.2  | Paolo Galletti · Itália                                                       | 4:38.1  |
| 1500 m Livre    | Ian Black · Reino Unido                                                                     | 18:05.8 | József Katona · Hungria                                                      | 18:13.0 | Gennady Androsov · União Soviética                                            | 18:30.2 |
| 100 m Costas    | Robert Christophe · França                                                                  | 1:03.1  | Leonid Barbier · União Soviética                                             | 1:03.9  | Wolfgang Wagner · Alemanha Oriental                                           | 1:05.5  |
| 200 m Peito     | Leonid Kolesnikov · União Soviética                                                         | 2:41.1  | Roberto Lazzari · Itália                                                     | 2:41.3  | Klaus Bodinger · Alemanha Ocidental                                           | 2:41.4  |
| 200 m Borboleta | Ian Black · Reino Unido                                                                     | 2:21.9  | Pavel Pazdírek · Tchecoslováquia                                             | 2:22.6  | Graham Symonds · Reino Unido                                                  | 2:25.8  |
| 4x200 m Livre   | União Soviética · Gennady Nikolayev · Vladimir Struzhanov · Igor Luzhkovsky · Boris Nikitin | 8:33.7  | Itália · Frederico Dennerlein · Paolo Galletti · Angelo Romani · Paolo Pucci | 8:41.2  | Hungria · József Katona · Imre Nyéki · György Muller · Gyula Dobai            | 8:45.3  |
| 4x100 m Medley  | União Soviética · Leonid Barbier · Vladimir Minachkin · Vitaliy Chenenkov · Viktor Polevoy  | 4:16.5  | Hungria · László Magyar · György Kunsági · György Tumpek · Gyula Dobai       | 4:20.4  | Itália · Gilberto Elsa · Roberto Lazzari · Frederico Dennerlein · Paolo Pucci | 4:21.9  |

Feminino
| Evento          | Ouro                                                                                  | Ouro   | Prata                                                                           | Prata  | Bronze                                                                             | Bronze |
| 100 m Livre     | Kate Jobson · Suécia                                                                  | 1:04.7 | Cocky Gastelaars · Países Baixos                                                | 1:05.0 | Judy Grinham · Reino Unido                                                         | 1:05.4 |
| 400 m Livre     | Jans Koster · Países Baixos                                                           | 5:02.6 | Corrie Schimmel · Países Baixos                                                 | 5:02.6 | Nancy Rae · Reino Unido                                                            | 5:07.7 |
| 100 m Costas    | Judy Grinham · Reino Unido                                                            | 1:12.6 | Margaret Edwards · Reino Unido                                                  | 1:12.9 | Larisa Viktorova · União Soviética                                                 | 1:13.9 |
| 200 m Peito     | Ada den Haan · Países Baixos                                                          | 2:52.0 | Anita Lonsbrough · Reino Unido                                                  | 2:53.5 | Wiltrud Urselman · Alemanha Ocidental                                              | 2:53.8 |
| 100 m Borboleta | Tineke Lagerberg · Países Baixos                                                      | 1:11.9 | Atie Voorbij · Países Baixos                                                    | 1:12.2 | Marta Skupilova · Tchecoslováquia                                                  | 1:14.3 |
| 4x100 m Livre   | Países Baixos · Corrie Schimmel · Tineke Lagerberg · Greetje Kraan · Cocky Gastelaars | 4:22.9 | Reino Unido · Judy Grinham · Elspeth Ferguson · Judith Samuel · Diana Wilkinson | 4:28.5 | Suécia · Birgitta Eriksson · Karin Larsson · Barbro Andersson · Kate Jobson        | 4:28.5 |
| 4x100 m Medley  | Países Baixos · Lenie de Nijs · Ada den Haan · Atie Voorbij · Cocky Gastelaars        | 4:52.9 | União Soviética · Larisa Viktorova · Eve Uusmees · Galina Kamaeva · Ulvi Voog   | 4:54.2 | Reino Unido · Judy Grinham · Anita Lonsbrough · Christine Gosden · Diana Wilkinson | 4:54.3 |

### Saltos Ornamentais
Masculino
| Evento          | Ouro                       | Ouro   | Prata                                | Prata  | Bronze                         | Bronze |
| Trampolim 3 m   | László Újvári · Hungria    | 141.17 | Horst Rosenfeld · Alemanha Ocidental | 139.77 | Roman Brener · União Soviética | 139.39 |
| Plataforma 10 m | Brian Phelps · Reino Unido | 143.74 | Mikhail Chachba · União Soviética    | 136.87 | Jenõ Marton · Hungria          | 134.68 |

Feminino
| Evento          | Ouro                                | Ouro   | Prata                                 | Prata  | Bronze                              | Bronze |
| Trampolim 3 m   | Ninel Krutova · União Soviética     | 124.22 | Charmain Welsh · Reino Unido          | 123.32 | Valentina Zhedova · União Soviética | 122.75 |
| Plataforma 10 m | Aldona Kareckaité · União Soviética | 81.14  | Raisa Gorokhovskaya · União Soviética | 80.93  | Birte Hanson · Suécia               | 80.34  |

### Polo Aquático
| Evento    | Ouro    | Prata      | Bronze          |
| Masculino | Hungria | Iugoslávia | União Soviética |

## Quadro de medalhas
| Ordem | País               | Medalha de ouro | Medalha de prata | Medalha de bronze | Total |
| ----- | ------------------ | --------------- | ---------------- | ----------------- | ----- |
| 1     | União Soviética    | 5               | 6                | 5                 | 16    |
| 2     | Reino Unido        | 5               | 4                | 4                 | 13    |
| 3     | Países Baixos      | 5               | 3                | 0                 | 8     |
| 4     | Hungria            | 2               | 2                | 3                 | 7     |
| 5     | Itália             | 1               | 2                | 2                 | 5     |
| 6     | Suécia             | 1               | 0                | 2                 | 3     |
| 7     | França             | 1               | 0                | 0                 | 1     |
| 8     | Alemanha Ocidental | 0               | 1                | 2                 | 3     |
| 9     | Tchecoslováquia    | 0               | 1                | 1                 | 2     |
| 10    | Iugoslávia         | 0               | 1                | 0                 | 1     |
| 11    | Alemanha Oriental  | 0               | 0                | 1                 | 1     |
| Total | Total              | 20              | 20               | 20                | 60    |